# Gulbukig jättevapenfluga
Gulbukig jättevapenfluga (Stratiomys chamaeleon) är en tvåvingeart som först beskrevs av Carl von Linné 1758.  Gulbukig jättevapenfluga ingår i släktet Stratiomys och familjen vapenflugor. Enligt den svenska rödlistan är arten sårbar i Sverige. Arten förekommer i Götaland, Svealand och Nedre Norrland. Artens livsmiljö är våtmarker, sjöar och vattendrag, jordbrukslandskap. Inga underarter finns listade i Catalogue of Life.

## Bildgalleri

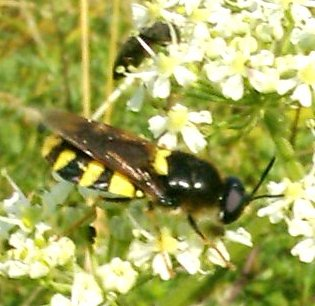
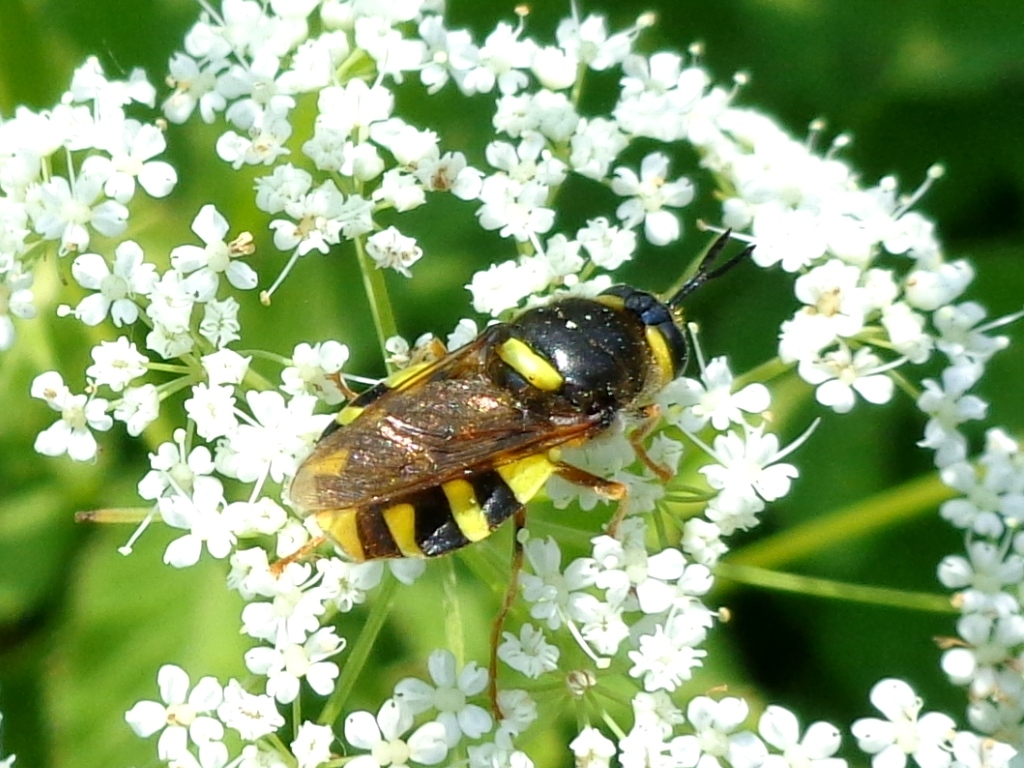
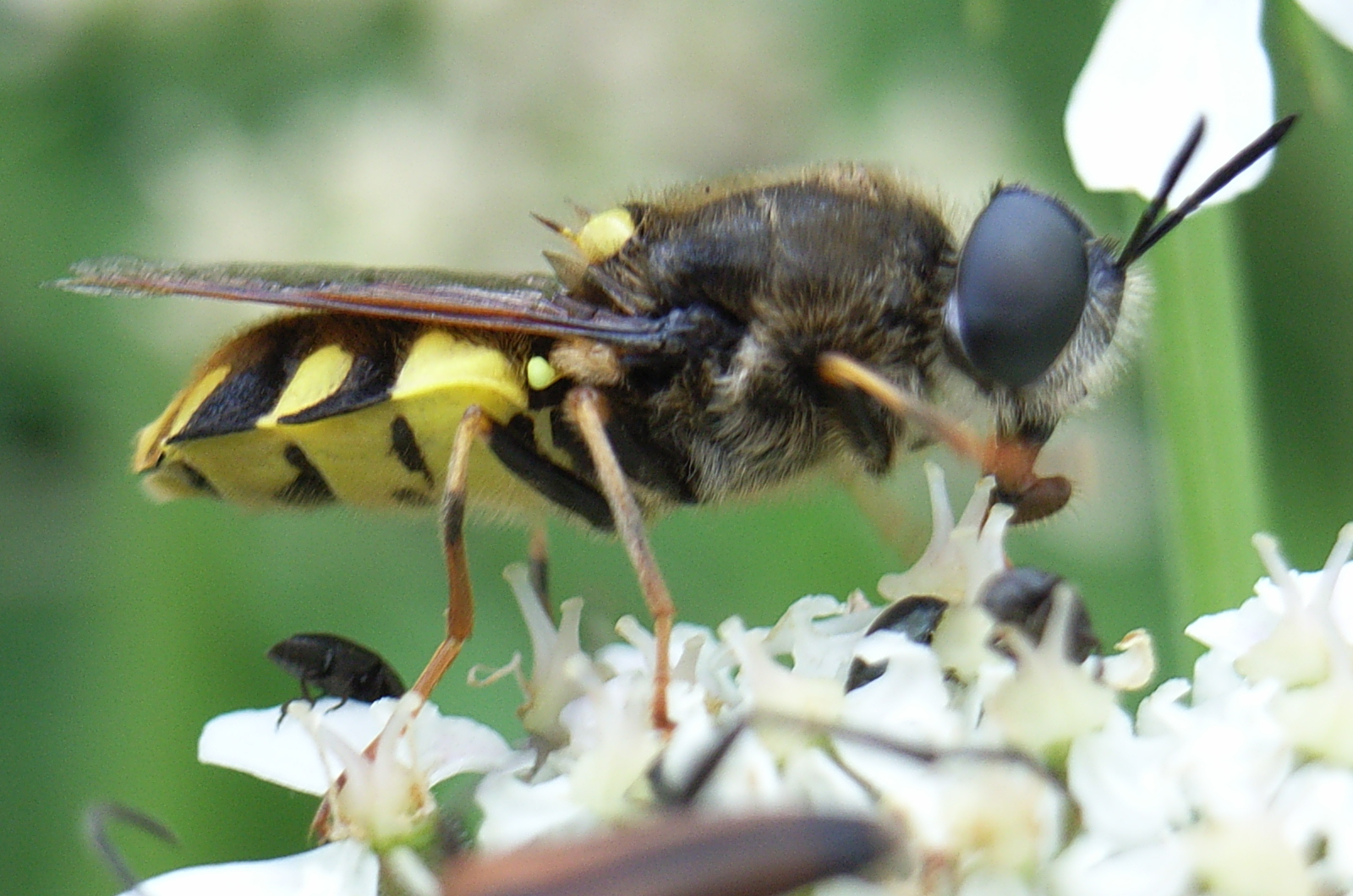